# (3745) Petaev
(3745) Petaev es un asteroide perteneciente al cinturón de asteroides, descubierto el 23 de septiembre de 1949 por Karl Wilhelm Reinmuth desde el Observatorio de Heidelberg-Königstuhl, Alemania.

## Designación y nombre
Designado provisionalmente como 1949 SF. Fue nombrado Petaev en honor al geólogo estadounidense Michail I. Petaev.